# 주파리 퀘벡 정부 대표부
주파리 퀘벡 정부 대표부(프랑스어: Délégation générale du Québec à Paris, 영어: Quebec Government Office in Paris) 또는 주프랑스 퀘벡 정부 대표부는 프랑스 파리 페르골레시가 66번지에 위치한 퀘벡 정부 대표부이다. 1960년에 정식 개관했으며 총대표부 지위를 갖고 있다. 이 공관은 프랑스, 모나코를 관할한다.
주파리 퀘벡 정부 대표부는 문화, 예술, 교육 분야에서 캐나다 퀘벡주와 프랑스의 개인·기관과의 교류를 주선하며 퀘벡주와 프랑스 간의 경제, 문화, 교육, 관광, 투자 활성화에 기여한다. 대표부는 프랑스에서 사업을 원하는 퀘벡주의 기업들과의 연락을 제공하고 프랑스의 경제 환경과 최신 동향을 전달하는 역할을 수행한다. 대표부는 프랑스의 정치 상황을 모니터링하고 프랑스 중앙 정부, 지방 정부와의 협력 관계를 구축하는 역할을 수행한다. 그 외에 프랑스에서 상호 협력, 파트너 관계를 맺기 원하는 퀘벡주의 정부 부처, 관련 기관 및 단체를 지원한다.

## 같이 보기
- 퀘벡 정부 대표부